# 人民の喜び
『人民の喜び』（じんみんのよろこび、朝鮮語：인민의 환희）は、朝鮮民主主義人民共和国の歌曲である。

## 概要
人民の喜びは、2014年に発表された楽曲であり、「人民の歓喜」の曲名でも知られる。
この曲は、金正恩総書記を仰ぐ北朝鮮人民の誇りや自負を歌っている。それを楽観的な歌詞とメロディーで表し、繰り返しの部分で強調されている。